# Gauntlet Legends
Gauntlet Legends é um jogo eletrônico da série Gauntlet produzido pela Atari Games e distribuído pela própria nos arcades e pela Midway Games nos consoles, foi lançado em outubro de 1998. 
A recepção média do jogo foi de 59 pontos em 100 (para o PlayStation), 73,55 para o Dreamcast e 71,13 para Nintendo 64.

## Características
Esse é o primeiro jogo da série a adicionar pontos de experiência com aumento de nível aos personagens, existem oito classes de personagens para escolher.